# フィアット・セイチェント
セイチェント（Seicento）は、イタリアの自動車メーカー、フィアットが製造、販売していたハッチバック型の乗用車である。2005年以降は600の車名で販売された。

## 概要

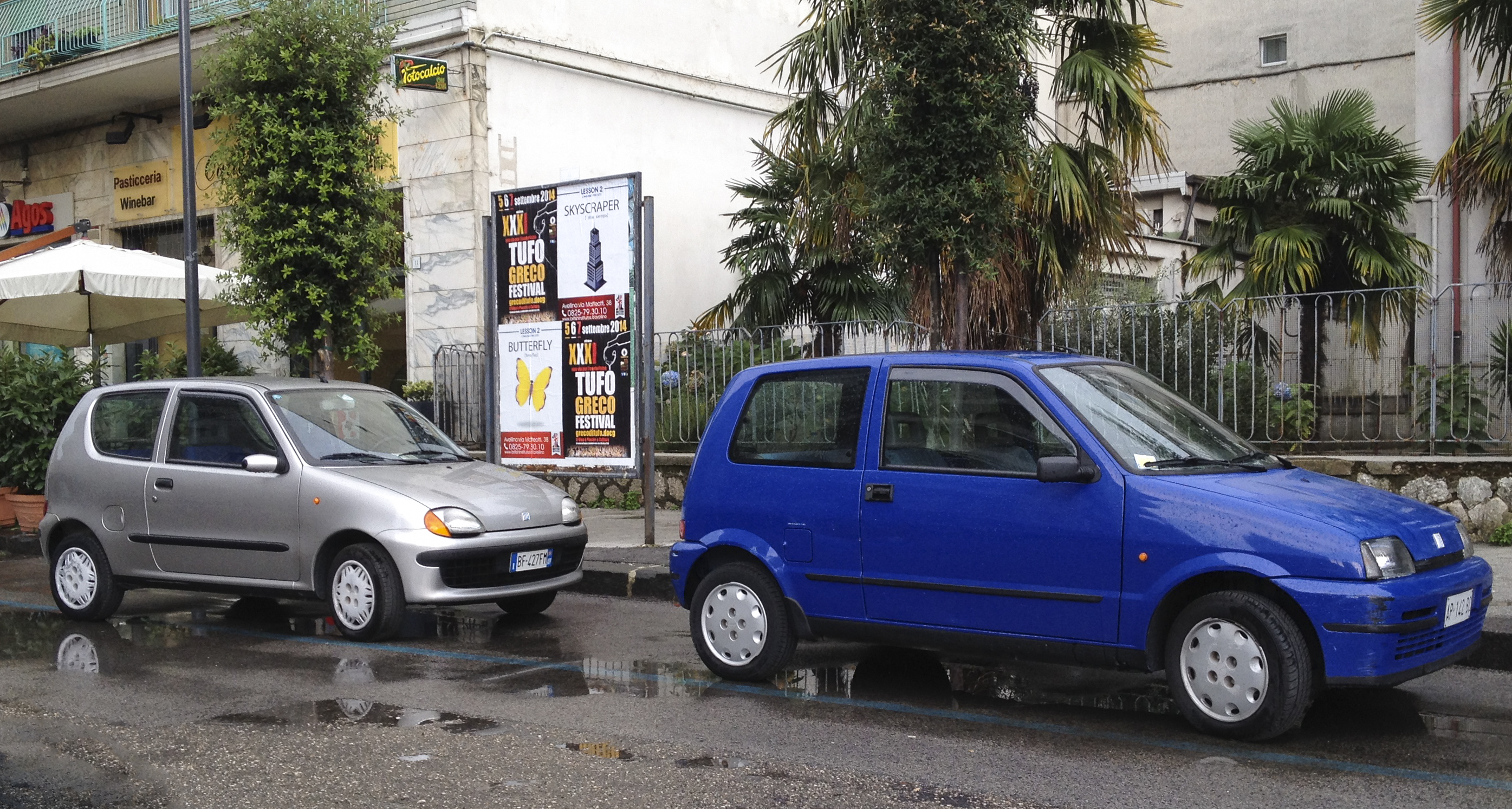
チンクェチェント（右）とセイチェント（左）

1998年にチンクェチェントの後継として登場したAセグメントの小型車。シャーシやエンジンをはじめとした基本コンポーネントはチンクェチェントのキャリーオーバーで、生産も同様にポーランドのティヒ工場で行われた。
車名は第二次世界大戦後のイタリアにおけるモータリゼーションを支えた「600」に由来する。当初は600という数字ではなく、イタリア語読みのSeicentoとアルファベットで綴られていたが、初代600の誕生から50周年となる2005年に数字綴りの600に変更された。
ボディは3ドアハッチバックで、チンクェチェントと比較して丸みを帯びたデザインとなった。エンジンは899 cc（2000年まで）と1.1 Lの2種類で、トランスミッションは通常のMTに加え、上位グレードでは電子制御クラッチを備えたセミAT（AMT）の「シティマチック」も選択できた。また、スポーツバージョンの「スポルティング」や、電気自動車仕様の「エレットラ」(Elettra)も引き続き設定された。
2001年には前後バンパー、テールゲート、ミラー、サイドモールがボディとは別色となる特別仕様車「ブラシ」(Brush)が発売された。
その後、2代目パンダの登場と前後してグレード再編が行われ、2002年にはエレットラが、2004年にはスポルティングがそれぞれ生産を終了。他のモデルは600への車名変更を経て生産を継続していたが、2010年をもって12年にわたる生産を終了した。直系の後継車はリリースされず、2代目パンダおよび3代目500が市場を受け継いだ。
日本には正規輸入されていない。

## モータースポーツ
フィアットではセイチェントをベースとしたワンメイクラリー専用車両「セイチェント・スポルティング・トロフェオ」を開発し、1998年からシリーズ戦が開催された。
前身にあたるチンクェチェント・トロフェオと同様に、アバルトが開発したキットパーツをベース車両に組み込むという方式で販売された。内容はロールケージや消火器といった安全装備、フルバケットシート、4点式シートベルトなどで、エンジンはベース車両から変更なし。
アバルトではトロフェオのほか、グループAクラス5に向けた高性能版のチューニングキットも販売していた。排気量を1,147 ccまで拡大し、さらなるチューニングを施すことで最高出力は108 PS / 7,800 rpmを発生。プント用の6速トランスミッションとの組み合わせで、最高速度は193.5 km/hに達した。